# 谷口好市
谷口好市（たにぐち こういち、1943年11月29日 - ）は日本の実業家、ラオックス元社長。ラオックス創業者の谷口正治は父。

## 来歴
東京都出身。1966年に東洋大学経済学部卒業後、朝日無線電機（後のラオックス）入社。
戸塚店店長などをつとめた後、1976年に取締役、1981年に副社長を経て、1995年6月に代表取締役社長に就任。
パソコン販売の拡大などで、1998年10月には当時の通商産業大臣から表彰を受ける。他にも免税店事業への注力や、ホビー・エンタテインメント系専門店の新業態を立ち上げるなどしたが、経営不振のため2005年6月に社長を退く。社長退任後は取締役相談役、のちに相談役となった。
現在は朝日無線電機の代表取締役をつとめている。
ラオックス社長在任中に2002年まで秋葉原電気街振興会の会長をつとめていた。